# تاخعت(الأسرة العشرين)
تاخعت كانت والدة الملك رمسيس التاسع من الأسرة العشرين في مصر القديمة.
من المحتمل أنها كانت زوجة منتوحرخبشف, ابن الملك رمسيس الثالث.
من المحتمل أن يكون قد تم الاستيلاء على إحدى غرف مقبرة آمون مسي مقبرة 10 وإعادة تزيينها لها. تم العثور على أجزاء من مومياء يُعتقد أنها تخصها.